# Fauchée
Die Fauchée, die Mahd, war ein französisches Feldmaß in der Champagne und ein Schweizer Feldmaß in den Kantonen Genf und Jura. Im Kanton Neuenburg hiess die Einheit Faux; zu vergleichen ist sodann der Waadtländer Seyteur.
- 1 Fauchée = 30 Ar